# Бавильский, Дмитрий Владимирович
Дми́трий Влади́мирович Бави́льский (род. 19 января 1969 года, Челябинск) — русский писатель, литературовед, литературный и музыкальный критик, журналист.

## Биография
Родился в семье врачей Владимира Фавельевича и Нины Васильевны. В 1993 году окончил Челябинский госуниверситет, затем аспирантуру при ЧелГУ (1996) по специальности «зарубежная литература» (научный руководитель профессор М. И. Бент).
Член Союза российских писателей (с 1996) и Литературного фонда России (с 1996).
Действительный член Академии российской современной словесности.
Член Русского ПЕН-Центра (2014—2016).
Был заместителем главного редактора журнала «Уральская новь» (1995—1999).
Работал помощником художественного руководителя Челябинского академического театра драмы по литературной части (завлит) с 1997 по 2002 год.
В настоящее время живёт и работает в Москве и в Челябинске. Являлся редактором отдела культуры сетевого издания «Взгляд» (2004—2007), сетевого издания «Частный корреспондент» (2007—2010).
Редактор трех отделов («Музеи», «Реставрация», «Книги») в ежемесячной газете «The Art Newspaper Russia» (2014—2017).
Редактор раздела «Библиотечка эгоиста» литературно-критического и общественно-философского сетевого журнала «Топос» (2001—2012). В 2010—2016 годах вел отдел прозы в сетевом журнале «Окно».
Член редакционного совета журналов «Урал» и «Новый берег».

## Творчество
Бавильский работает на стыке серьёзной литературы и беллетристики, его романы динамичны, сюжетное повествование часто соединяется с эссеистикой.
Критик Ольга Балла пишет о его книге «Невозможность путешествий» (2013):
«Бавильский описывает дособытийную, досмысловую подоснову жизни: шершавую, влажную, бугристую. Точнее, тщательно, подробно реконструирует ее, вызывает из недоосознанности. Он занят разведыванием, картографированием того самого, почти (или вовсе?) не попадающего в фокус культурного внимания места, — широкой размытой границы, ничейной сумеречной зоны между телом и душой — между сном тела и явью души, — где зарождаются все внутренние, в том числе и интеллектуальные события. Но интеллектуальное тут — при всей внимательной, даже въедливой умственности прозы Бавильского — как ни удивительно, не самое главное. Важнее всего — пластика самого существования…» (журнал «Знамя», 2014, 5).
Эту характеристику можно отнести и к другим книгам Бавильского, к его экспериментам по развитию привычных жанров литературной критики и художественной словесности.

### Романы
- «Вавилонская библиотека» (1998, журнал «Комментарии», 1998, 1999)
- «Семейство паслёновых» (2000), «ОГИ» (Москва, 2002)[1]
- «Едоки картофеля» (2001), «Урал, № 10, 11, 2002» (Екатеринбург, 2002). Отдельные издания и переводы: «Независимая газета» (Москва, 2002), «Галлимар» (Париж, 2003), «Ауфтбау» (Берлин, 2003), «АР» (Амстердам — Антверпен, 2005)
- «Ангелы на первом месте» (2002), «Урал», № 3, 4, 2004 (Екатеринбург, 2004). Отдельное издание: «Астрель» (Санкт-Петербург, 2004)
- «Нодельма» (2003), «Новый мир», № 5, 2004 (Москва, 2004). Отдельное издание: «Фолио» (Харьков, 2004)
- «Последняя любовь Гагарина» (2004—2007). Отдельное издание: «Arsis books» (Москва, 2011)
- "Красная точка" (2017), "Новый мир", № 8, 2018 (Москва, 2018), "Зеркало", № 52, 2018 (Тель-Авив, 2018). Отдельное издание "ЭКСМО", 2020.

### Повести и рассказы
- «Мученик светотени». Из цикла «Праздные люди» (2007), «Новый мир», № 5, 2007 (Москва)
- «Курс молодого бойца». Из цикла «Праздные люди» (2007), «Новый мир», № 8, 2007 (Москва)
- «Невозможность путешествий». Из цикла «Праздные люди» (2008), «Зеркало», № 32, 2008 (Москва)
- «Азбучные истины. Ленивые рассказы переходного периода», «Franc-tireur om Lulu» (США, 2008)
- «Невозможность путешествий». Из цикла «Праздные люди» (2006—2013), «Новое литературное обозрение», 2013 (Москва, 2013)

### non-fiction
- «Личное дело Павла Рабина», совместно с Виктором Новичковым (2000), «Урал-ЛТД» (Челябинск, 2000)
- «Скотомизация. Беседы с Олегом Куликом» (2002—2003), «Ad marginem» (Москва, 2004)
- «Вавилонская шахта. Слушать. Смотреть. Писать: 25 картин, 34 опуса и три скульптуры», «Franc-tireur om Lulu» (США, 2009)
- «Художественный дневник». (2007—2010), «Новый мир» (Москва). За «ХД» удостоен премии журнала «Новый мир» (2009)
- «Сад камней. Художественный дневник» (2007—2010). Отдельное издание: «Новое литературное обозрение» (Москва, 2011)
- «Чужое солнце» (2009). Отдельное издание: «ЭКСМО» (Москва, 2012, 2015)
- «До востребования. Беседы с современными композиторами» (2009 — 2012). Отдельное издание: «Издательство Ивана Лимбаха» (СПб, 2014)
- "Поселок. Романное пространство. Почти без вымысла" (2012), "Урал", № 1, 2013 (Екатеринбург).
- «Музей воды. Венецианский дневник эпохи твиттера» (2013). Отдельное издание: «РИПОЛ-КЛАССИК» (Москва, 2015).
- "Желание быть городом. Итальянский травелог эпохи твиттера в шести частях и 35 городах" (2017 — 2020). Отдельное издание "Новое литературное обозрение" (Москва, 2020).

### Пьесы
- «Чтение карты наощупь» (1991, опубликована в «Митином журнале», 1997)
- «Нужно чаще смотреть на луну» (1991)
- «Чёрный праздник» (1992)
- «Секс по телефону» (1994).

## Награды, премии
- Книга «Едоки картофеля» вошла в длинный список премии «Русский Букер» (2003)
- Книга «Ангелы на первом месте» вошла в длинный список премии «Большая книга» (2006)
- Лауреат двух премий журнала «Новый мир», (эссе «Пятнадцать мгновений зимы. О всех симфониях Шостаковича», 2006; «художественный дневник» в 30-ти выпусках, 2009)
- Книга «До востребования, Беседы с современными композиторами» награждена Премией Андрея Белого (2014).
- Всероссийская литературно-критическая премия «Неистовый Виссарион». Короткий список (2019). Спецприз «За творческую дерзость» (2020).
- Книга «Желание быть городом» вошла в короткий список 16-го сезона Национальной литературной премии «Большая книга» (2021)[2].